# Onthophagus solmani
Onthophagus solmani là một loài bọ cánh cứng trong họ Bọ hung (Scarabaeidae).